# Gerhard Franz Vogel
Gerhard Franz Vogel (* 27. April 1892 in Sehma; † 29. März 1956 in Wiesbaden) war ein deutscher Postbeamter und Kommunalpolitiker. Er war von 1935 bis 1937 Oberbürgermeister der Stadt Mittweida im Freistaat Sachsen.

## Leben
Nach dem Abschluss der Realschule in Mittweida 1908 schlug Vogel eine Ausbildung zum Postbeamten bei der Oberpostdirektion Leipzig ein. 1913 wurde er zum Wehrdienst einberufen und nahm im Anschluss am Ersten Weltkrieg teil, in dem er verwundet wurde. Nach seiner Rückkehr erhielt er eine Stelle beim Postamt Mittweida, wo er bis zum Oberpostsekretär befördert wurde.
Im Zuge der „Machtergreifung“ der Nationalsozialisten wurde Vogel im Januar 1933 Kreisamtsleiter der NSDAP für Kommunalpolitik in Mittweida und im darauffolgenden Monat für die NSDAP zum Stadtverordneten in Mittweida berufen. Im November 1934 erfolgte seine Wahl zum hauptamtlichen Stellvertreter des Ersten Bürgermeisters von Mittweida. Zusätzlich wurde er im Januar 1935 zum Kreisobmann der NSDAP für den Kreis Rochlitz ernannt und Mitglied des Kreisausschusses Leipzig des Deutschen Städtetages. Mit dem Ausscheiden des bisherigen Bürgermeisters von Mittweida am 30. September 1935 aus dem Amt übernahm Vogel die Dienstgeschäfte des Oberbürgermeisters und übte diese bis zur Ernennung von Gerd Holzapfel zum neuen Oberbürgermeister am 1. Mai 1937 aus. Danach blieb er Stellvertreter von Holzapfel und leitete nach dessen Einberufung zur Wehrmacht im Oktober 1940 die Stadtverwaltung bis zum Einmarsch der Amerikaner in Mittweida. Diese nahmen ihn am 15. April 1945 fest und brachten ihn in das Internierungslager Darmstadt. Nach seiner Entlassung kehrte er kurzzeitig nach Mittweida zurück und verließ dann die Stadt, um sich in Wiesbaden neuanzusiedeln. Er nahm dort eine Tätigkeit in der Papierindustrie auf.
Vogel war zweimal verheiratet und hinterließ keine Kinder.